# جويس باركهاوس
جويس باركهاوس (بالإنجليزية: Joyce Barkhouse)‏‏ (3 مايو 1913 - 2 فبراير 2012 ) كاتِبة، وكاتبة للأطفال من كندا.